# Pallavolo Parma
Pallavolo Parma – jeden z najstarszych i najbardziej utytułowanych włoskich klubów siatkarskich z siedzibą w Parmie. Założony został w 1946 roku z inicjatywy Dopolavoro Ferroviario i uczniów liceo classico "Romagnosi".
W swoim dorobku ma osiem mistrzostw Włoch, pięć Pucharów Włoch, dwa Puchary Europy Mistrzów Krajowych, trzy Puchary Europy Zdobywców Pucharów, dwa Puchary CEV, dwa Superpuchary Europy i klubowe mistrzostwo świata.
Obecnie występuje w czwartym poziomie rozgrywek klubowych we Włoszech (Serie B2).

## Historia
Klub Pallavolo Parma założony został z inicjatywy profesora z Livorno Renzo Del Chicca (przyszłego trenera męskiej reprezentacji Włoch). W 1949 roku pod nazwą Ferrovieri Parma zadebiutował w Serie A, zdobywając wicemistrzostwo Włoch. W latach 1949–1950 dwukrotnie wygrali mistrzostwa Włoch. W 1954 roku klub przejąło Centro Universitario Sportivo i w kolejnych latach występował pod nazwą CUS Parma. Na koniec sezonu 1963/1964 nie utrzymał się w lidze.
W kolejnych latach, przy wsparciu sponsora Gruppo Sportivo Salvarani, pomagającemu również zespołom piłkarskim i kolarskim, klub powrócił do Serie A. W sezonie 1964/1965 zdobył wicemistrzostwo Włoch. W latach 1965–1968 przyjął nazwę Salvarani Parma. W 1971 powrócił do Centro Universitario Sportivo, a w sezonie 1973/1974 na rok przeniósł siedzibę do Piacenzy.
Od sezonu 1980/1981 nowym sponosrem klubu została firma Parmalat, od produktów której wzięła się nazwa klubu Santal Parma. W tym czasie zespół z Parmy zdobył dwa mistrzostwa Włoch w sezonach 1981/1982 i 1982/83, dwa Puchar Europy Mistrzów Krajowych w 1984 i 1985 roku oraz trzy razy zwyciężył w Pucharze Włoch.
Od 1987 do 1994 roku klub pozyskał nowego sponsora i przyjął nazwę Maxicono Parma. W tym okresie zespół zdobył trzy mistrzostwa kraju (1989/1990, 1991/1992, 1992/1993), trzy Puchary Europy Zdobywców Pucharów oraz dwa Superpuchary Europy (1988-1990) i dwa Puchary Włoch, mając w swoim składzie zawodników z tzw. "generacji zjawisk", do których należeli m.in. Andrea Zorzi, Marco Bracci, Pasquale Gravina i Andrea Giani.
Po wycofaniu się głównego sponsora Pallavolo Parma popadł w problemy finansowe. W sezonie 2003/2004 sprzedał miejsce w Serie A1 Taranto Volley.
Obecnie klub występuje w Serie B2.

## Bilans klubu
| Sezon   | Nazwa klubu      | Rozgrywki | Faza zasadnicza     | Faza finałowa/play-off | Puchar         |
| ------- | ---------------- | --------- | ------------------- | ---------------------- | -------------- |
| 1949    | Ferrovieri Parma | Serie A   | 1. miejsce w grupie | 2. miejsce             | nie rozgrywany |
| 1950    | Ferrovieri Parma | Serie A   | 2. miejsce w grupie | mistrzostwo            | nie rozgrywany |
| 1951    | Ferrovieri Parma | Serie A   | 2. miejsce w grupie | mistrzostwo            | nie rozgrywany |
| 1952    | Ferrovieri Parma | Serie A   | 4. miejsce          | nie rozgrywana         | nie rozgrywany |
| 1953    | Ferrovieri Parma | Serie A   | 5. miejsce          | nie rozgrywana         | nie rozgrywany |
| 1954    | CUS Parma        | Serie A   | 3. miejsce          | nie rozgrywana         | nie rozgrywany |
| 1955    | CUS Parma        | Serie A   | 3. miejsce          | nie rozgrywana         | nie rozgrywany |
| 1956    | CUS Parma        | Serie A   | 4. miejsce          | nie rozgrywana         | nie rozgrywany |
| 1957    | CUS Parma        | Serie A   | 3. miejsce          | nie rozgrywana         | nie rozgrywany |
| 1958    | CUS Parma        | Serie A   | 4. miejsce          | nie rozgrywana         | nie rozgrywany |
| 1959    | CUS Parma        | Serie A   | 3. miejsce          | nie rozgrywana         | nie rozgrywany |
| 1960    | CUS Parma        | Serie A   | 6. miejsce          | nie rozgrywana         | nie rozgrywany |
| 1961    | CUS Parma        | Serie A   | 4. miejsce          | nie rozgrywana         | nie rozgrywany |
| 1962    | CUS Parma        | Serie A   | 7. miejsce          | nie rozgrywana         | nie rozgrywany |
| 1962/63 | CUS Parma        | Serie A   | 7. miejsce          | nie rozgrywana         | nie rozgrywany |
| 1963/64 | CUS Parma        | Serie A   | 11. miejsce         | nie rozgrywana         | nie rozgrywany |
| 1964/65 | Salvarani Parma  | Serie A   | 2. miejsce          | nie rozgrywana         | nie rozgrywany |
| 1965/66 | Salvarani Parma  | Serie A   | 3. miejsce          | nie rozgrywana         | nie rozgrywany |
| 1966/67 | Salvarani Parma  | Serie A   | 2. miejsce          | nie rozgrywana         | nie rozgrywany |
| 1967/68 | Salvarani Parma  | Serie A   | 2. miejsce          | nie rozgrywana         | nie rozgrywany |
| 1968/69 | Pallavolo Parma  | Serie A   | mistrzostwo         | nie rozgrywana         | nie rozgrywany |
| 1969/70 | Bumor Parma      | Serie A   | 3. miejsce          | nie rozgrywana         | nie rozgrywany |
| 1970/71 | Bumor Parma      | Serie A   | 3. miejsce          | nie rozgrywana         | nie rozgrywany |
| 1971/72 | CUS Parma        | Serie A   | 3. miejsce          | nie rozgrywana         | nie rozgrywany |
| 1972/73 | CUS Parma        | Serie A   | 7. miejsce          | nie rozgrywana         | nie rozgrywany |
| 1973/74 | Pneus Parma      | Serie A   | 8. miejsce          | nie rozgrywana         | nie rozgrywany |
| 1974/75 | Pneus Parma      | Serie A   | 6. miejsce          | nie rozgrywana         | nie rozgrywany |
| 1975/76 | Ipe Parma        | Serie A   | 3. miejsce w grupie | 10. miejsce            | nie rozgrywany |
| 1976/77 | Ipe Parma        | Serie A   | 2. miejsce w grupie | 8. miejsce             | nie rozgrywany |
| 1977/78 | Libertas Parma   | Serie A1  | 11. miejsce         | nie rozgrywana         | nie rozgrywany |
| 1978/79 | Veico Parma      | Serie A1  | 8. miejsce          | nie rozgrywana         | –              |
| 1979/80 | Veico Parma      | Serie A1  | 4. miejsce          | nie rozgrywana         | 4. miejsce     |

| Sezon   | Nazwa klubu                        | Rozgrywki                          | Faza zasadnicza                    | Faza finałowa/play-off             | Puchar                             |
| ------- | ---------------------------------- | ---------------------------------- | ---------------------------------- | ---------------------------------- | ---------------------------------- |
| 1980/81 | Santal Parma                       | Serie A1                           | 4. miejsce                         | nie rozgrywana                     | –                                  |
| 1981/82 | Santal Parma                       | Serie A1                           | 2. miejsce                         | mistrzostwo                        | zwycięstwo                         |
| 1982/83 | Santal Parma                       | Serie A1                           | 2. miejsce                         | mistrzostwo                        | zwycięstwo                         |
| 1983/84 | Santal Parma                       | Serie A1                           | 2. miejsce                         | finał                              | –                                  |
| 1984/85 | Santal Parma                       | Serie A1                           | 4. miejsce                         | półfinał                           | 4. miejsce                         |
| 1985/86 | Santal Parma                       | Serie A1                           | 4. miejsce                         | ćwierćfinał                        | 3. miejsce                         |
| 1986/87 | Santal Parma                       | Serie A1                           | 1. miejsce                         | finał                              | zwycięstwo                         |
| 1987/88 | Maxicono Parma                     | Serie A1                           | 2. miejsce                         | finał                              | półfinał                           |
| 1988/89 | Maxicono Parma                     | Serie A1                           | 1. miejsce                         | finał                              | półfinał                           |
| 1989/90 | Maxicono Parma                     | Serie A1                           | 2. miejsce                         | mistrzostwo                        | zwycięstwo                         |
| 1990/91 | Maxicono Parma                     | Serie A1                           | 3. miejsce                         | finał                              | –                                  |
| 1991/92 | Maxicono Parma                     | Serie A1                           | 1. miejsce                         | mistrzostwo                        | zwycięstwo                         |
| 1992/93 | Maxicono Parma                     | Serie A1                           | 1. miejsce                         | mistrzostwo                        | finał                              |
| 1993/94 | Maxicono Parma                     | Serie A1                           | 4. miejsce                         | ćwierćfinał                        | finał                              |
| 1994/95 | Cariparma Parma                    | Serie A1                           | 8. miejsce                         | ćwierćfinał                        | półfinał                           |
| 1995/96 | Cariparma Parma                    | Serie A1                           | 5. miejsce                         | ćwierćfinał                        | ćwierćfinał                        |
| 1996/97 | Cariparma Parma                    | Serie A2                           | 9. miejsce                         | nie rozgrywana                     | –                                  |
| 1997/98 | Cariparma Parma                    | Serie A2                           | 3. miejsce                         | półfinał                           | 1/8 finału (A2)                    |
| 1998/99 | Mail Express Cariparma             | Serie A2                           | 2. miejsce                         | mistrzostwo                        | finał (A2)                         |
| 1999/00 | Maxicono Parma                     | Serie A1                           | 5. miejsce                         | ćwierćfinał                        | 1/8 finału                         |
| 2000/01 | Maxicono Parma                     | Serie A1                           | 6. miejsce                         | ćwierćfinał                        | 5-6. miejsce                       |
| 2001/02 | Maxicono Parma                     | Serie A1                           | 3. miejsce                         | półfinał                           | finał                              |
| 2002/03 | klub nie wystartował w rozgrywkach | klub nie wystartował w rozgrywkach | klub nie wystartował w rozgrywkach | klub nie wystartował w rozgrywkach | klub nie wystartował w rozgrywkach |
| 2003/04 | Unimade Parma                      | Serie A1                           | 9. miejsce                         | –                                  | ćwierćfinał                        |
| 2004/05 | klub nie wystartował w rozgrywkach | klub nie wystartował w rozgrywkach | klub nie wystartował w rozgrywkach | klub nie wystartował w rozgrywkach | klub nie wystartował w rozgrywkach |
| 2005/06 | klub nie wystartował w rozgrywkach | klub nie wystartował w rozgrywkach | klub nie wystartował w rozgrywkach | klub nie wystartował w rozgrywkach | klub nie wystartował w rozgrywkach |
| 2006/07 | klub nie wystartował w rozgrywkach | klub nie wystartował w rozgrywkach | klub nie wystartował w rozgrywkach | klub nie wystartował w rozgrywkach | klub nie wystartował w rozgrywkach |
| 2007/08 | klub nie wystartował w rozgrywkach | klub nie wystartował w rozgrywkach | klub nie wystartował w rozgrywkach | klub nie wystartował w rozgrywkach | klub nie wystartował w rozgrywkach |
| 2008/09 | Energy Parma                       | Serie B2                           | 1. miejsce                         | –                                  | –                                  |
| 2009/10 | Medel Parma                        | Serie B1                           | 9. miejsce                         | –                                  | –                                  |
| 2010/11 | Opem Audax Parma                   | Serie B2                           | 10. miejsce                        | –                                  | –                                  |